# Fabio Salviato
Fabio Salviato (Padova, 1958) è un banchiere italiano, fondatore di Banca Popolare Etica.

## Biografia
Laureato in scienze politiche con indirizzo internazionale presso l'Università di Padova, fonda nel 1998 Banca Popolare Etica, istituto di credito basato su criteri di trasparenza e finanza equa, e ne diviene presidente.
Nel 2004 riceve una laurea honoris causa in economia politica dall'Università di Parma e il Premio Nazionale Nonviolenza.
Nel 2010 scrive con Mauro Meggiolaro il libro Ho sognato una banca, edito da Feltrinelli, che ripercorre i primi dieci anni di vita di Banca Popolare Etica.